# 대주자

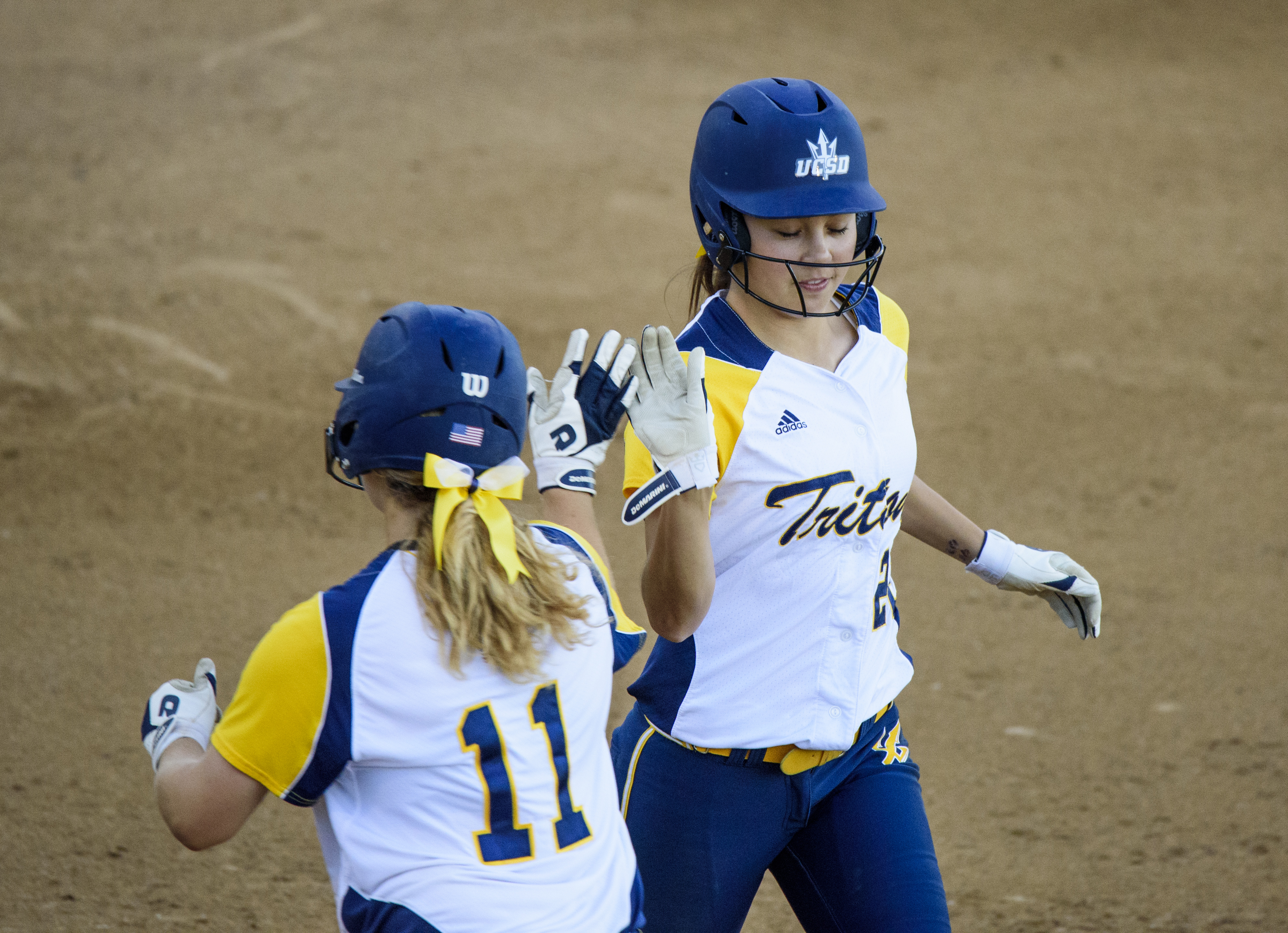
대주자의 교체 장면

대주자(代走者, pinch runner)는 타석에서 안타, 사사구 등을 얻어 진루한 타자주자를 대신해 본루를 제외한 루에 들어서는 주자를 말한다. 수비번호는 없으나, 기록지 등에 사용되는 약칭으로는 R을 사용한다. 수비번호가 부여되는 조건은 대타자와 같다. 타석기록과 타점기록은 없으며, 득점기록은 인정된다. 각 야구팀들은 팀 내에서 모든 선수들에게 100m달리기를 따로 측정하는데 팀에서 100m달리기가 가장 빠른 순서부터 대주자를 시킨다.

## 같이 보기
- 대타